# Mormyrops
Genre
Mormyrops est un genre de poissons de la famille des Mormyridés. 

## Espèces
- Mormyrops anguilloides (Linnaeus, 1758)
- Mormyrops attenuatus Boulenger, 1898
- Mormyrops batesianus Boulenger, 1909
- Mormyrops breviceps Steindachner, 1894
- Mormyrops caballus Pellegrin, 1927
- Mormyrops citernii Vinciguerra, 1912
- Mormyrops curtus Boulenger, 1899
- Mormyrops curviceps Roman, 1966
- Mormyrops engystoma Boulenger, 1898
- Mormyrops furcidens Pellegrin, 1900
- Mormyrops intermedius Vinciguerra, 1928
- Mormyrops lineolatus Boulenger, 1898
- Mormyrops mariae (Schilthuis, 1891)
- Mormyrops masuianus Boulenger, 1898
- Mormyrops microstoma Boulenger, 1898
- Mormyrops nigricans Boulenger, 1899
- Mormyrops oudoti Daget, 1954
- Mormyrops parvus Boulenger, 1899
- Mormyrops sirenoides Boulenger, 1898